# Eduard Guščin
Eduard Viktorovič Guščin (rusky Эдуард Викторович Гущин; 27. července 1940, Motygino, Krasnojarský kraj – 14. března 2011, Moskva) byl sovětský atlet ruské národnosti, jehož specializací byl vrh koulí.

## Kariéra
První mezinárodní úspěch zaznamenal v roce 1965 na světové letní univerziádě v Budapešti, kde vybojoval výkonem 18,45 metru bronzovou medaili. O rok později na evropském šampionátu v témže městě skončil ve finále na 12. místě. V roce 1967 získal na druhých evropských halových hrách v Praze stříbrnou medaili (18,96 m).
Na následujících EHH 1968 v Madridu obsadil 8. místo. V témže roce vybojoval na letních olympijských hrách v mexickém Ciudad de México bronzovou medaili. Jeho nejdelší pokus z první série měřil 20,09 m. Stříbro získal Američan George Woods (20,12 m) a zlato jeho krajan Randy Matson (20,54 m). Na Mistrovství Evropy v atletice 1969 v Athénách se umístil na 6. místě (18,91 m). V roce 1970 na prvním ročníku halového ME ve Vídni skončil na 5. místě.